# Coari (kommun)
Coari är en kommun i Brasilien.   Den ligger i delstaten Amazonas, i den nordvästra delen av landet, 2 200 km nordväst om huvudstaden Brasília. Antalet invånare är 75 909.
Följande samhällen finns i Coari:
- Coari

I omgivningarna runt Coari växer i huvudsak städsegrön lövskog. Trakten runt Coari är nära nog obefolkad, med mindre än två invånare per kvadratkilometer.